# Beindersheim

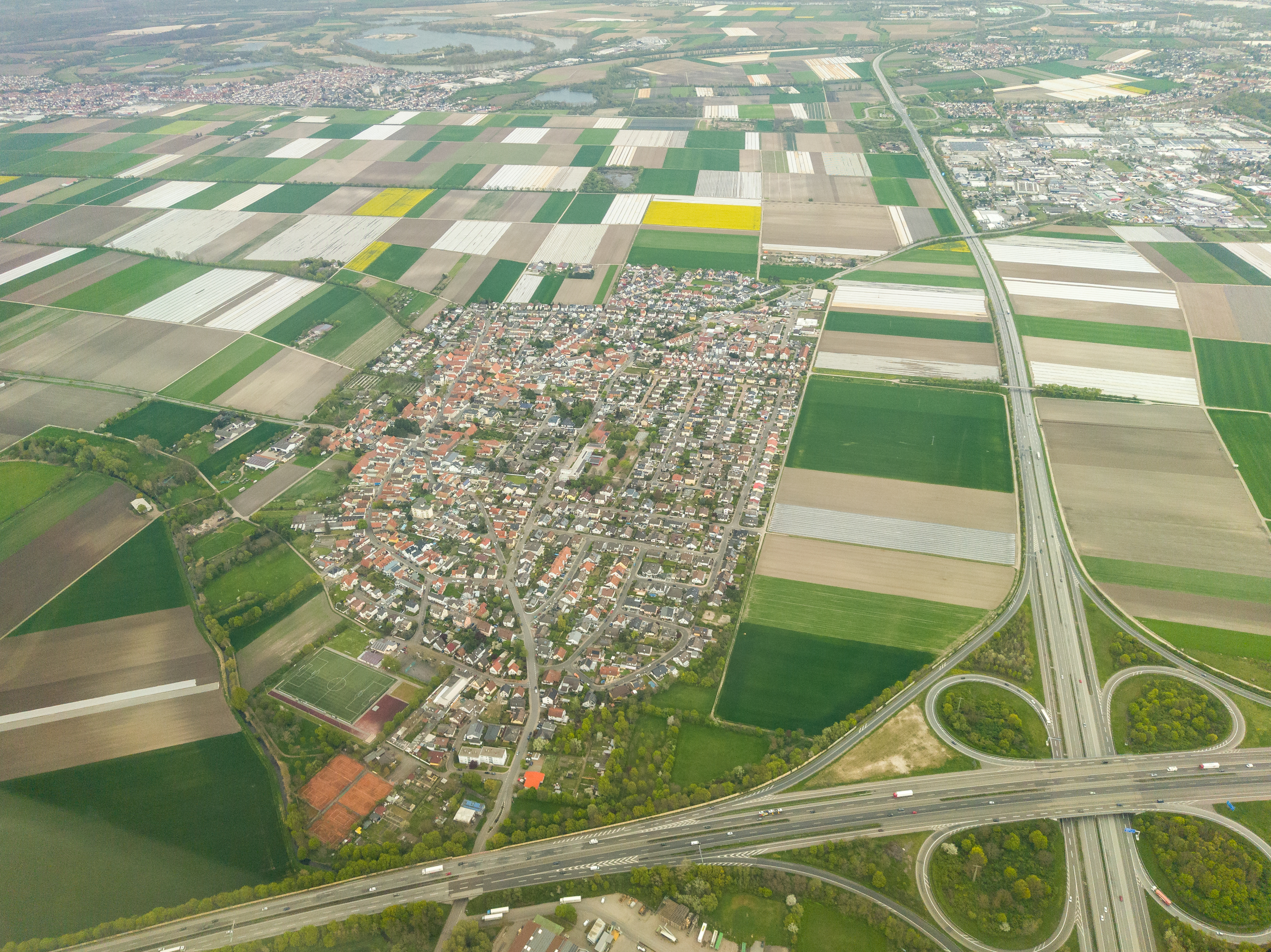
Beindersheim (links) aus der Vogelperspektive

Beindersheim ist eine Ortsgemeinde im Rhein-Pfalz-Kreis in Rheinland-Pfalz. Sie gehört der Verbandsgemeinde Lambsheim-Heßheim an.

## Gemeindeteile
Zu Beindersheim gehören auch die Wohnplätze Bentriteshof, Hubertushof, Lilienhof, Oberfeld-Hof, Peterhof und Sonnenhof. Der Eckbach bildet die nordwestliche Gemarkungsgrenze, die in südlicher Richtung durch dessen Nebenlauf Schrakelbach fortgesetzt wird; letzterer wurde mittlerweile renaturiert. Ebenfalls ein Nebenfluss des Eckbachs stellt der nördlich der Bebauung entspringende Hollergraben dar.

## Geschichte

### Chronik
Jungsteinzeit
Durch Luftbildauswertungen im Jahr 2005 bereits bekannter archäologischer Fundorte in der Gemarkung Beindersheim konnte eine 7300 Jahre alte Ansiedlung nachgewiesen werden. Die jungsteinzeitliche Hausanlage wird der Zeit der Bandkeramiker zugerechnet.
Römisches Reich
Beindersheim liegt an der auf dem westlichen Hochufer des Rheins gelegenen Römerstraße von Speyer nach Worms. Fundamentsfunde zweier römischen Villen im Bereich Bubengewanne und Osterlanggewann belegen die römische Besiedlung im Beindersheim. In der wechselhaften Geschichte des Patroziniums steht zu Beginn „Heilig Kreuz“, gerne in der gallo-römischen Zeit vergeben.
Alemannen
Wohl noch in der vorfränkischen Zeit wechselt das Patrozinium der Kirchengemeinde auf den „Heiligen Petrus“, zumal es erst in der folgenden fränkisch-karolingischen Zeit üblich ist, den Heiligen Petrus zusammen mit dem Heiligen Paulus zu verehren.
Fränkische Landnahme und Frühmittelalter
Sehr häufig sind fränkische Siedlungen in der Nähe römischer Niederlassungen entstanden. So auch in Beindersheim, worauf auch die charakteristische Namensendung „–heim“ hinweist.
Die erste urkundliche Erwähnung Beindersheims vom 13. April 855 im Lorscher Codex manifestiert einen Gütertausch in der Gemarkung des Dorfes Bentritesheim im Wormsgau gelegen. Aus der zweiten urkundlichen Erwähnung 874 in der „Mainzer Urkunde“ geht hervor, dass zwischen 629 und 656 ein fränkischer König aus Bendirdisheim der Kölner Bischofskirche seinen Besitz übereignet habe. Daraus kann gefolgert werden, dass die Dorfgründung durch Bandarit kurz nach der fränkischen Landnahme im 6. Jahrhundert erfolgt sein muss.
Für die folgenden 400 Jahre gibt es keine schriftlichen Quellen.
Hoch- und Spätmittelalter / Leiningische Herrschaft (1024–1481)
Unter Konrad II. (1024–1039) erhalten die Grafen von Leiningen die Landgrafschaft als
Lehen des Bischofs von Worms. Das Kloster Otterberg war mit einer Gülte im Ort berechtigt.
1254 wird das Patronats- und Zehntrecht der Kirche zum Heiligen Kreuz und zum Heiligen Petrus an den Ritter Diezo von Enselntheim (Einselthum) übertragen. Zehn Jahre später holt sich Diezo von Einselthum (der von Leiningen belehnt war) die Zusicherung des Wormser Bischofs Eberhard das Zehntrecht für 600 Pfundheller an das Andreasstift in Worms verkaufen zu dürfen. Bis zur Französischen Revolution ist nun das Andreasstift Worms Patronats- und Zehntherr der Kirche zu Beindersheim.
Dritter Kirchenpatron ist der Heilige Nikolaus, dessen Verehrung vom Kloster Cluny ab dem 12. Jahrhundert ausgeht.
Eine Urkunde aus 1307 belegt ein bestehendes Dorfgericht samt Schöffen in Beindersheim.
1398 wird Beindersheim als eines von drei überörtlichen Leininger Gerichten belegt.
1438 belehnt Graf Emich von Leiningen den Hans Kranich von Dirmstein, genannt Bock, mit einem Gut von 102½ Morgen.
1481 tritt Leiningen in Folge eines Erbstreits nach dem Tod des Grafen Hesso Beindersheim an die Kurpfalz ab.
Kurpfalz (1481–1705) / Reformation / Dreißigjähriger Krieg
Wallonische Zuwanderung
1562 kommt mit Arnold Aquila (Adler) der erste lutherische Pfarrer in die Gemeinde.
Sein Antrittsdatum fällt mit dem Beginn der Einziehung der geistlichen Güter zusammen, die durch die Administration der Kurpfalz vollzogen wird.
1577 wird der reformierte Glaube in Beindersheim eingeführt, diese Gruppe wächst zur größten Glaubensgemeinschaft. Lutheraner und Katholiken bilden die Minderheit. Der lutherische Pfarrer Hubertus Sturmius muss 1579 Beindersheim verlassen und avanciert zum Professor der Theologie an der neu gegründeten Universität Leiden/Niederlande.
Im Dreißigjährigen Krieg leidet Beindersheim schwer, zumal es in unmittelbarer Nähe der Festungsstadt Frankenthal liegt. 1621 belagert das spanische Heer Spinolas Frankenthal. In Beindersheim werden die Vorräte geplündert und Gebäude in Brand gesteckt. 1632 belagern die Schweden Frankenthal und 1635 nehmen die Spanier die Stadt ein. 1644–1646 kommt es zur kompletten Verwüstung Beindersheims durch die Franzosen, die das von den Spaniern eingenommene Frankenthal belagern.
1654 werden in Beindersheim 40 wallonische Glaubensflüchtlinge aufgenommen. In den kommenden Jahren wächst diese Gruppe auf 200 Personen an. Sie feiern eigene Gottesdienste und errichten eine Schule in französischer Sprache. Die große Anzahl der fremden Bewohner muss eine gravierende Veränderung des Zusammenlebens nach sich gezogen haben, da zu Beginn auch Verständigungsschwierigkeiten bestanden. Dazu kam, dass die Zugezogenen über kaum Grundbesitz verfügten und als Tagelöhner und Handwerker ihr Auskommen bestreiten mussten.
Als am 2. Advent des Jahres 1688 französische Truppen im Zuge des Pfälzischen Erbfolgekrieges 43 Beindersheimer niedermetzelten, verließ die Mehrzahl der Wallonen das Dorf, um sich auf die rechte Rheinseite im Bereich Hanau und Frankfurt in Sicherheit zu bringen. Im Oktober 1689 hat das Dorf nur noch 111 Einwohner.
Hochstift Worms (1705–1797)
Am 26. August 1705 tritt der Kurfürst von der Pfalz Beindersheim an das Bistum Worms ab, wo es fortan dem Amt Dirmstein unterstand. Mit der neuen Herrschaft kommen die verbliebenen Katholiken in eine günstigere Position.
Die Bevölkerung wächst rasch an, aber Missernten der Jahre 1784 und 1785 führen für ärmere Bevölkerungsschichten zu einer katastrophalen Notlage, wie die erschütternden Liquidationsprotokolle dokumentieren. Es kommt zu Wegzügen in die nähere Umgebung, bis hin zu Auswanderungen nach Ost- und Westgalizien.
Im Zuge der Koalitionskriege kommen 1792 französische Truppen nach Beindersheim. Am 2. Februar 1794 requirieren die Franzosen 47 Stück Rindvieh in der Gemeinde. Die Preußen lösen die Franzosen ab. Am 1. Mai 1794 kommt es zu Kämpfen um Frankenthal, die Preußen müssen sich zurückziehen. Mehrere Zivilpersonen fliehen auf die rechte Rheinseite.
Seit dem 19. Jahrhundert
Am 17. Oktober 1797 tritt Österreich das linke Rheinufer an Frankreich ab. Von 1798 bis 1814, als die Pfalz Teil der Französischen Republik (bis 1804) und anschließend Teil des Napoleonischen Kaiserreichs war, war Beindersheim innerhalb des Départements du Mont-Tonnerre in den Kanton Frankenthal eingegliedert und unterstand der Mairie Heuchelheim. 1808 verurteilt eine Sonderkammer des Schwurgerichts Mainz 18 Beindersheimer Bürger zu bis sechs Jahren Haft. Sie hatten sich geweigert die hohe französische Grundsteuer zu zahlen und dem eintreibenden Beamten das Lagerbuch entrissen und Staatsdokumente vernichtet.
Zum Jahreswechsel 1813/14 befreiten österreichische und bayerische Truppen das linksrheinische Gebiet von der französischen Herrschaft. 1815 wurde das Dorf nach dem Wiener Kongress Österreich zugeschlagen. Bereits ein Jahr später wechselte es wie die gesamte Pfalz in das Königreich Bayern. Von 1818 bis 1862 gehörte Beindersheim dem Landkommissariat Frankenthal an; aus diesem ging das Bezirksamt Frankenthal  hervor.
Zur Abwehr badischer und pfälzischer Freischärler quartiert das bayerische Militär im Juni 1849 120 Reiter und 384 Fußsoldaten in Beindersheim ein. Die letzte Einquartierung verzeichnet der Chronist Philipp Raquet im Jahre 1850.
Zwischen 1800 und 1858 verlassen laut den Hausbüchern von Philipp Raquet und Heinrich Schardon 235 Beindersheimer Personen die Ortschaft um nach Amerika auszuwandern. Hauptsiedlungsgebiet der Beindersheimer war Ohio (1833).
Von 1830 bis 1912 befand sich vor Ort eine Synagoge.
Ab 1939 war die Gemeinde Bestandteil des Landkreises Frankenthal (Pfalz). Nach dem Zweiten Weltkrieg wurde der Ort innerhalb der französischen Besatzungszone Teil des damals neu gebildeten Landes Rheinland-Pfalz.
Im Zuge der ersten rheinland-pfälzischen Verwaltungsreform wechselte der Ort 1969 in den Landkreis Ludwigshafen am Rhein, der seit 2004 Rhein-Pfalz-Kreis heißt. 1972 wurde Beindersheim der neugeschaffenen Verbandsgemeinde Heßheim zugeordnet. Seit 2014 gehört die Gemeinde der Verbandsgemeinde Lambsheim-Heßheim an.

### Name
Im Lorscher Codex wurde im Jahr 855 der Name „Bentritesheim“ verwendet. Er ist aus dem Grundwort „heim“ und dem Bestimmungswort „Bentrites“ zusammengesetzt. Bentrit wird von dem altgermanischen Rufnamen Bandarit abgeleitet, der für das 6. Jahrhundert belegt ist. Eine weitere Schreibweise war: Bentersheim.

### Konfessionsstatistik
Mit Stand 31. Juli 2017 waren von den Einwohnern 33,2 % evangelisch, 28,6 % römisch-katholisch und 38,2 % waren konfessionslos oder gehörten einer anderen Glaubensgemeinschaft an. Der Anteil der evangelischen und katholischen Kirchenmitglieder an der Gesamtbevölkerung ist seitdem beträchtlich gesunken. Mit Stand Juli  2025 waren von den Einwohnern 23,7 % evangelisch und 23,3 % katholisch; 53,0 % waren konfessionslos oder gehörten einer anderen Glaubensgemeinschaft an.

### Einwohnerstatistik
Bis zum Ende des 17. Jahrhunderts war Beindersheim wahrscheinlich ein reines Einstraßendorf an der Schenkelstraße/Kirchenstraße, das im frühen 17. Jahrhundert etwa 40 Gehöfte und damit 150–200 Einwohner aufwies. Im 18. Jahrhundert kam es zu einem kontinuierlichen Bevölkerungswachstum durch Wiederaufbau und Wiederbesiedlung nach dem Pfälzischen Erbfolgekrieg, so dass 1771 370 Einwohner gezählt wurden. In dieser Zeit wurden die nach Süden abzweigenden Verbindungsstraßen bebaut. Die Ortsgrenzen aus dem 18. Jahrhundert wurden im 19. Jahrhundert kaum ausgeweitet, da offenbar der Zuzug im Gegensatz zum Umland nur gering war und durch Neubürger lediglich Baulücken geschlossen wurden. Eine Ausbreitung erfolgte seit Beginn des 20. Jahrhunderts, vor allem in Richtung Südosten. Es handelte sich meist um reine Wohnhäuser von Arbeitern und Angestellten in Frankenthal und Ludwigshafen am Rhein. Der Trend vom Bauerndorf zur Wohngemeinde setzte sich nach dem Zweiten Weltkrieg fort, die seither neu besiedelten Flächen haben die bebaute Fläche mehr als verdoppelt. 1960 hatte Beindersheim 1260 Einwohner, seitdem wurden noch mehrere Neubaugebiete im Süden, Westen und Osten erschlossen.

## Politik

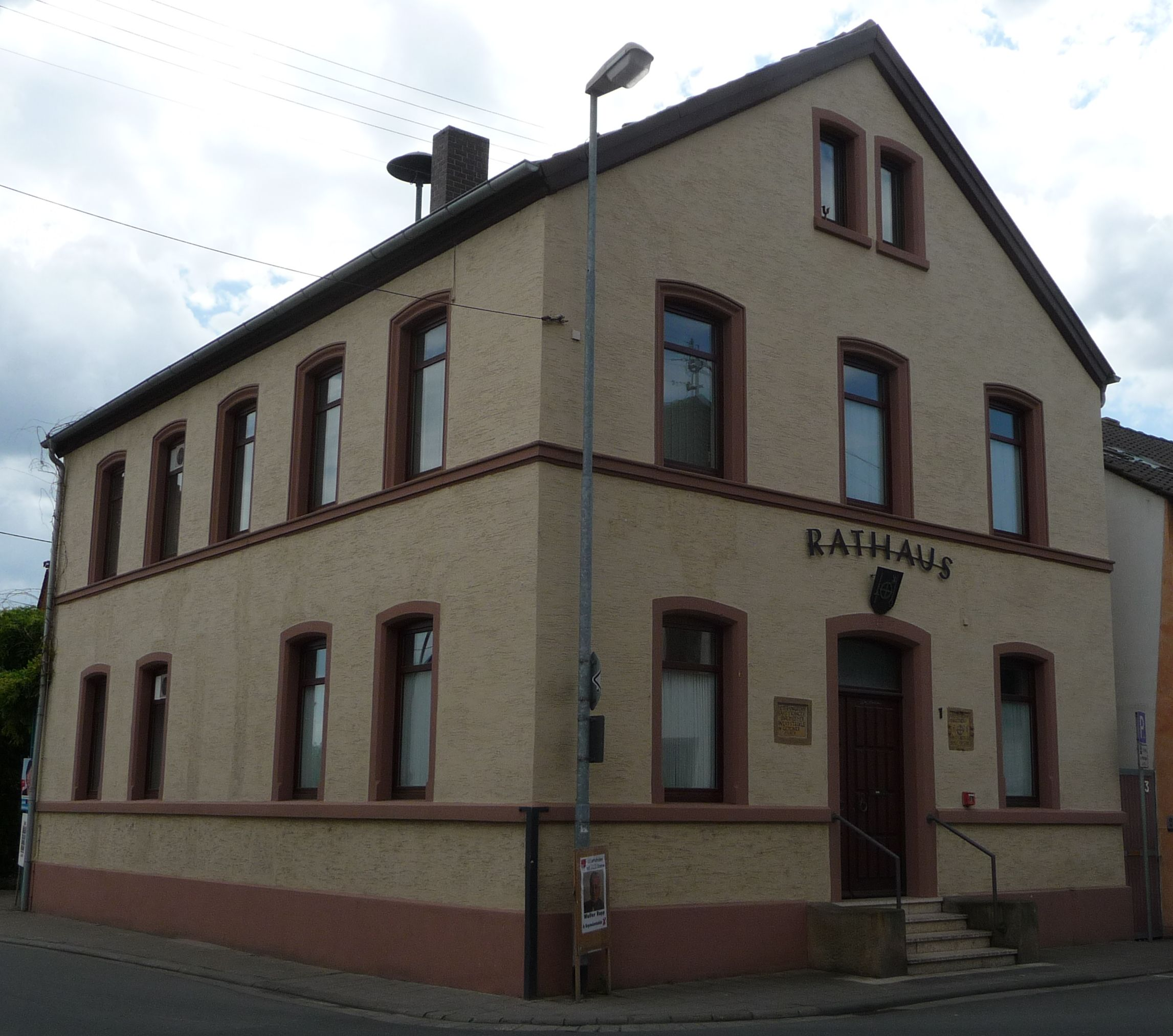
Das Rathaus in der Schenkelstraße

### Gemeinderat
Der Gemeinderat in Beindersheim besteht aus 20 Ratsmitgliedern, die bei der Kommunalwahl am 9. Juni 2024 in einer personalisierten Verhältniswahl gewählt wurden, und dem ehrenamtlichen Ortsbürgermeister als Vorsitzendem.
Die Sitzverteilung im Gemeinderat:
| Wahl | SPD | CDU | FWG | Gesamt   |
| ---- | --- | --- | --- | -------- |
| 2024 | 11  | 5   | 4   | 20 Sitze |
| 2019 | 9   | 7   | 4   | 20 Sitze |
| 2014 | 8   | 9   | 3   | 20 Sitze |
| 2009 | 6   | 8   | 6   | 20 Sitze |
| 2004 | 7   | 7   | 6   | 20 Sitze |

- FWG; Freie Wählergruppe Beindersheim e. V.

### Bürgermeister
Bei der Wahl zum Ortsbürgermeister 2019 setzte sich Ken Stutzmann (SPD) mit 51,4 Prozent der Stimmen durch. Sein Amtsvorgänger Thomas Wey (CDU) trat nicht mehr zur Wahl an. Bei der Direktwahl am 9. Juni 2024 wurde Stutzmann ohne Gegenkandidat mit 84,3 % der Stimmen für weitere fünf Jahre in seinem Amt bestätigt.

### Wappen
| Wappen von Beindersheim | Blasonierung: „In Schwarz ein goldenes Gemarkungszeichen in Form eines Ringes, der durch ein goldenes Kreuz ausgefüllt ist, dessen waagrechte Arme über den Ring hinausragen, pfahlweise begleitet rechts von einem silbernen Schwert mit goldenem Knauf und links von einem silbernen Schlüssel mit linkshin gewendetem silbernem Bart und goldenem Griff.“ |
| Wappen von Beindersheim | |

## Kultur, Sehenswürdigkeiten, Natur

### Kulturdenkmäler

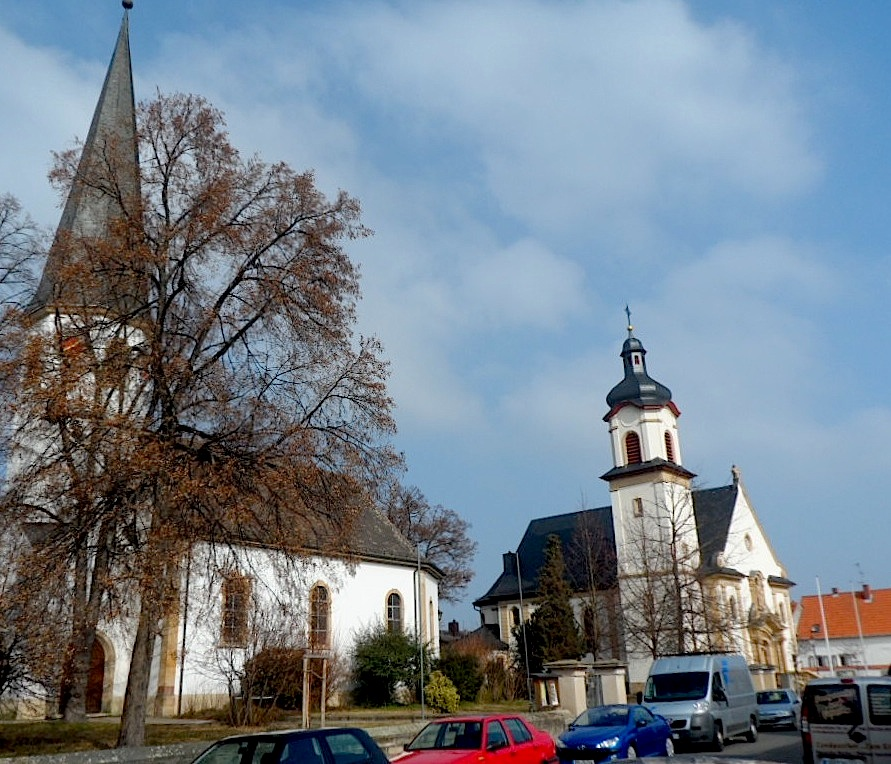
Protestantische Kirche (links), katholische Kirche (rechts)

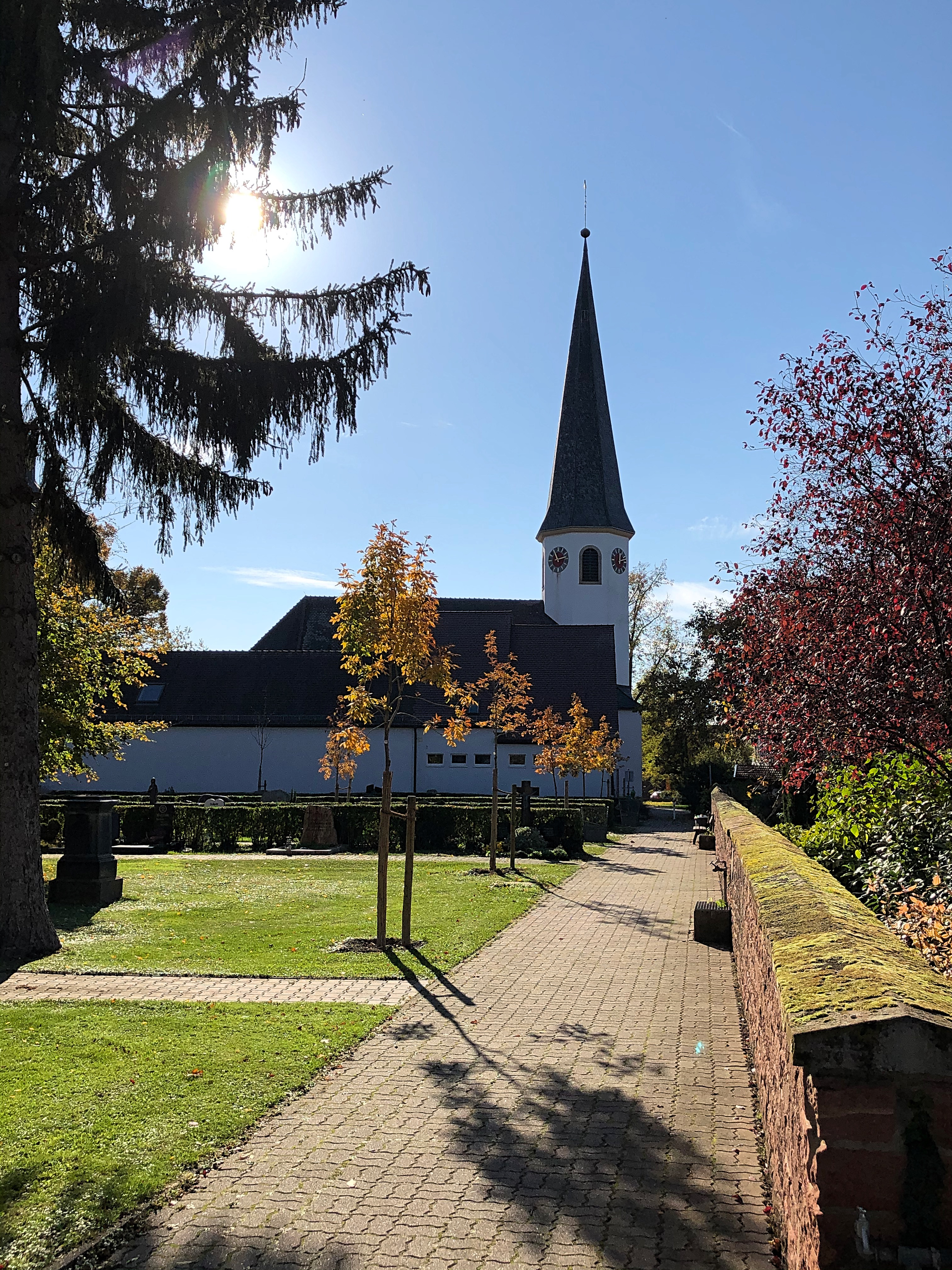
Protestantische Kirche

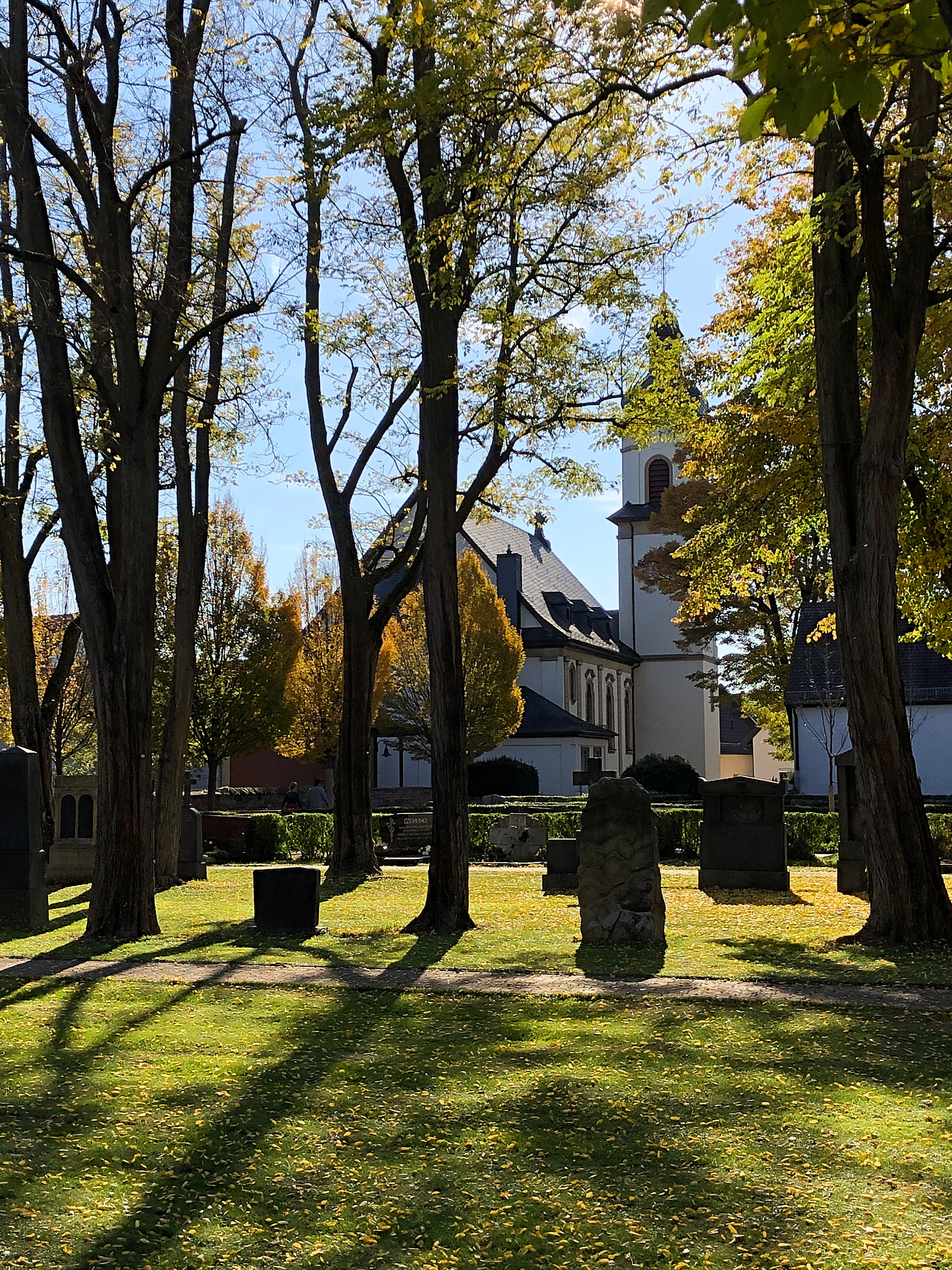
Katholische Kirche Hl. Kreuz, St. Peter und St. Nikolaus

- Katholische Kirche Hl. Kreuz, St. Peter und St. Nikolaus (Kirchenstraße 9): Neubarocker Putzbau, der sich an oberbayerischen Vorbildern orientiert.
- Die Protestantische Kirche (Kirchenstraße 7) wurde 1748 am gleichen Ort, für den bereits 874 eine Kirche nachgewiesen ist, erbaut.
- Rathaus (Schenkelstraße 1): Erbaut 1849, bis 1913 fungierte es zusätzlich als protestantisches Schulhaus und bis 1950 ebenso als Wachhaus. Es handelt sich um ein zweigeschossiges Gebäude im Ortsmittelpunkt, das den Vorgängerbau aus dem 17. Jahrhundert ersetzte.
- Kirchenstraße 5: Bauernhof, möglicherweise ehemaliger protestantischer Pfarrhof. Das Erdgeschoss wurde 1747 erbaut, das Obergeschoss und das Satteldach stammen aus dem späten 19. Jahrhundert.
- Kirchenstraße 16: Bauernhof aus dem mittleren 19. Jahrhundert.
- Schenkelstraße 4 und Schenkelstraße 5: Landschafts- und ortstypische Bauernhöfe aus dem 19. Jahrhundert.
- Wegekreuz an der Großniedesheimer Straße: Errichtet 1869, in jüngerer Zeit restauriert.
- In der Hofmauer des Neubaus Schenkelstraße 14 befindet sich der ehemalige Schlussstein der 1774 an dieser Stelle errichteten Zehntscheune.
- Das Kriegerdenkmal auf dem Friedhof stellt eine 1959 vom Freinsheimer Bildhauer Franz Lind geschaffene Betonplastik dar.
- Grabmal Diehl/Raquet auf dem Friedhof, um 1910 errichtet, polierter Marmorsockel mit Engelsfigur.
- Ehemaliges Schulhaus (Brunnenweg 6): Zweigeschossiger Putzbau aus dem Jahr 1913 mit großflächigen Rechteckfenstern, hohe Walmdächer mit geschweiften Gauben. Das Gebäude wird heute als Bücherei genutzt. Benachbart ist das ehemalige Lehrerwohnhaus (Frankenthaler Straße 27/29), ebenfalls 1913 erbaut.

### Ehemalige Bauwerke
- Frankenthaler Straße 10: Gehöft aus dem 19./20. Jahrhundert mit einem zweigeschossigen Putzbau als Wohn- und einem Nebenhaus. Es wurde durch ein Feuer zerstört und danach abgerissen.

### Natur
- Zu den ausgewiesenen Naturdenkmalen gehören die Baumanlage an der evangelischen Kirche und der Bereich des alten Friedhofs hinter dieser Kirche.
- Östlich des Ortes ist aus einer alten Kiesgrube ein Biotop entstanden.

## Wirtschaft und Infrastruktur

### Wirtschaft
Die in Worms ansässige Stiftung Hospital Neuhausen zu Horchheim unterstützt in Beindersheim hilfsbedürftige Menschen. Die 2019 in der Vereinigten VR Bank Kur- und Rheinpfalz aufgegangene RV Bank Rhein-Haardt unterhielt vor Ort außerdem eine landwirtschaftliche Warenabteilung.
In Beindersheim befindet sich außerdem das Commusication Studio, in dem die norwegische Metalband Theatre of Tragedy 1996 ihr zweites Album Velvet Darkness They Fear aufnahm.

### Verkehr
Beindersheim ist über die Buslinie 462, die von Frankenthal nach Bobenheim führt, an das nahverkehrsnetz angebunden. Die Kreisstraße 5 verbindet den Ort mit Frankenthal und Heuchelheim. Von ihr zweigt die Kreisstraße 7 nach Großniedesheim ab. Das Autobahnkreuz Frankenthal befindet sich größtenteils innerhalb der Gemeindegemarkung.

### Weitere Einrichtungen
- Im Schlittweg befindet sich die Albrecht-Dürer-Grundschule mit etwa 200 Schülern aus Beindersheim und Heuchelheim.
- Am westlichen Ortseingang ist die Freiwillige Feuerwehr stationiert. Sie ist eine der fünf Feuerwehren in der Verbandsgemeinde Lambsheim-Heßheim und besteht zurzeit aus 23 Feuerwehrleuten, die mit zwei Fahrzeugen ihre Einsätze bewältigen.
- In der Ortsmitte befindet sich direkt neben der Grundschule der Protestantische Kindergarten Arche Noah.

### Behörden
Die Gemeinde gehört zum Zuständigkeitsbereich des Amtsgericht Frankenthal (Pfalz).

## Persönlichkeiten

### Söhne und Töchter der Gemeinde
- Paul Gross (1883–1942), bayerischer Offizier, dann Aktionär und Geschäftsführer der Frankfurter Strohhutfabrik AG, 1941 nach Lodz deportiert und dort ermordet.[12]
- Wilhelm Kreutz (* 1950), Historiker
- Brigitte Reinwald (* 1958), Historikerin
- Emil Schardon (1887–1950), Mediziner und wegen seiner Tapferkeit in Ausübung des Arztberufes Ritter des Bayerischen Militär-Sanitäts-Ordens
- Philipp Schubach (1858–nach 1922), Verwaltungsjurist und Bezirksamtmann in Bad Dürkheim

### Personen, die vor Ort gewirkt haben
- Johann Fruth, 1792/93 Mitglied des Rheinisch-Deutschen Nationalkonvents
- Rainer Hauck (* 1978), Bundesliga-Fußballspieler, spielte in der Jugend beim MTSV Beindersheim.
- Wendelin Leonhardt (1872–1949), Architekt der katholischen Pfarrkirche Beindersheim (1914–1916).
- Bettina Valeska Lotsch (* 1977), Chemikerin, stammt aus Beindersheim.
- Hubertus Sturmius (16. Jahrhundert), reformierter Pfarrer in Beindersheim und ab 1579 theologischer Professor an der Universität Leiden, Niederlande.
- Erwin Wortelkamp (* 21. September 1938), Bildhauer und Maler, Gründer und Leiter (bis 1973) des „ateliers nw 8“ im Neuen Weg in Beindersheim.